# 樊庆笙
樊庆笙（1911年8月4日—1998年7月5日），微生物学家，出生于江苏省常熟县，1933年本科毕业于金陵大学，1943年在威斯康星大学获得博士学位。1944年，首次在中国生产青霉素，并提出“青霉素”这个中文名。1981年4月至1983年12月，樊庆笙曾任南京农学院院长。

## 以樊庆笙的名字命名的菌种
- 庆笙芽胞杆菌 Bacillus qingshengii Xi et al. 2014[3]，为庆笙普里斯特氏菌 （Priestia qingshengii (Xi et al. 2014) Gupta et al. 2020）的异名
- 庆笙噬几丁质菌 Chitinophaga qingshengii Cheng et al. 2015
- 樊庆笙成对杆菌 Dyadobacter fanqingshengii Ma et al. 2023[4]
- 樊庆笙中慢生根瘤菌 Mesorhizobium qingshengii Zheng et al. 2013[5]
- 庆笙红球菌 Rhodococcus qingshengii Xu et al., 2007[6]